# Pital (ort i Costa Rica)
Pital är en ort i Costa Rica.   Den ligger i provinsen Alajuela, i den centrala delen av landet, 60 km norr om huvudstaden San José. Pital ligger 161 meter över havet och antalet invånare är 2 046.
Terrängen runt Pital är platt åt nordost, men åt sydväst är den kuperad. Terrängen runt Pital sluttar norrut. Runt Pital är det ganska tätbefolkat, med 192 invånare per kvadratkilometer. Det finns inga andra samhällen i närheten. I omgivningarna runt Pital växer i huvudsak städsegrön lövskog.